# Joacim Dubbelman
Peter Joakim Dubbelman, född 12 juni 1969 i Längbro församling, Örebro län, är en svensk musiker och låtskrivare. 1994 gav han ut en egen skiva med titeln Dubbelman. Dubbelman tycker att den ultimata yrkesmässiga kicken vore att producera/skriva en duett mellan Björk och Bowie. Han har tävlat två gånger som låtskrivare i Melodifestivalen.

## Diskografi

### Album
- 1995 – Dubbelman (The Label).[3]

### Singlar
- 1994 – Fall (The Label).[4]
- 1994 – Out of this song (The Label).[5]
- 1995 – Marry this Girl (The Label).[6]

## Kompositioner
- 2002 – No one here like you (skriven tillsammans med Martin Land och Martin Stenmarck).[7]
- 2002 – Let's get it on (skriven tillsammans med Martin Land och Martin Stenmarck).[7]

### Melodifestivalen
- 2005: A different kind of love med Caroline Wennergren, 5:a
- 2006: Naughty Boy med Hannah Graaf, Utslagen